# Elek Margit (vívó)
Elek Margit (asszonynevén: Balló Alfrédné; becenevén: Maca) (Budapest, 1910. május 5. – Budapest, 1986. február 4.) ötszörös világbajnok magyar vívó. Testvére Elek Ilona olimpiai- és világbajnok tőrvívó.

## Sportpályafutása
Fodor Istvánnál - a Fodor Károly által alapított Fodor Testnevelő és Vívó Intézetben - kezdett el vívni, utána Schlotzer Gáspár mesteredző tanítványa lett. Később Gerentsér László termében folytatta a vívást.
Az 1948. évi nyári olimpiai játékokon Londonban az egyéni versenyben a hatodik helyen végzett, míg az 1952-es helsinki olimpia egyéni tőrvívás második fordulójában kiesett. 1937-től 1955-ig ötszörös világbajnok. 1948-ban és 1951-ben a világbajnoki második, 1956-ban a világbajnoki harmadik helyezett magyar csapat tagja. 1933-ban, 1934-ben és 1935-ben tőrcsapatban Európa-bajnok, 1936-ban az Európa-bajnoki második helyezett magyar csapat tagja, egyéni versenyszámban 1934-ben – nővére, Elek Ilona mögött –, szintén Európa-bajnokságon második. Az 1935-ös Európa-bajnokságon negyedik, míg az 1933-as EB-n hatodik helyezett. 1937-től 1954-ig hatszoros magyar bajnok. 1931-től 1957-ig ötvenszeres magyar válogatott.
Testvérével együtt írt önéletrajzi műve Így vívtunk mi címen jelent meg 1968-ban.
Sportpályafutásának befejezése után Pénzügyminisztériumi tisztviselő volt.

## Egyesületei
- 1929 – 1939: Detektív Atlétikai Club (DAC)
- 1940 – 1946: Közalkalmazottak Sport Egyesülete (KASE)
- 1947 – 1949: Magyar Nők Demokratikus Szövetsége (MNDSZ) Atalante Sport Egylete
- 1950 – 1952: Budapesti Lokomotív
- 1953 – 1958: Budapesti Honvéd

## Kötete
- Elek Ilona–Elek Margit: Így vívtunk mi; Sport, Bp., 1968

## Díjai, elismerései
- A Magyar Népköztársaság Érdemes Sportolója (1954)[6]